# Municipio de Adams (condado de Cambria)
El municipio de Adams (en inglés: Adams Township) es un municipio ubicado en el condado de Cambria en el estado estadounidense de Pensilvania. En el año 2000 tenía una población de 6.495 habitantes y una densidad poblacional de 53.9 personas por km².

## Geografía
El municipio de Adams se encuentra ubicado en las coordenadas 40°14′45″N 78°42′29″O / 40.24583, -78.70806.

## Demografía
Según la Oficina del Censo en 2000 los ingresos medios por hogar en la localidad eran de $32,442 y los ingresos medios por familia eran $38,353. Los hombres tenían unos ingresos medios de $30,044 frente a los $20,606 para las mujeres. La renta per cápita para la localidad era de $15,967. Alrededor del 10,8% de la población estaban por debajo del umbral de pobreza.